# Perifera kemoreceptorer
Perifera kemoreceptorer är celler som verkar genom att detektera variationer av olika gasers partialtryck samt pH-nivån i blodet. 
De finns i två områden; aortabågen samt sinus caorticus på carotisartären. Båda reagerar på partialtrycket O2 och CO2, men de i sinus caroticus reagerar även på vätejonkoncentrationen i blodet, dvs. pH, samt är känsligare för koldioxidens partialtryck.
Aortabågens kemoreceptorer är således främst känsliga för syrets partialtryck.
De centrala kemoreceptorerna är, för jämförelsens skull, mer känsliga för pH (som är ett indirekt mått på CO2-nivån i blodet), och har en starkare influens på andningens reglering.
Kemoreceptorerna skickar signaler till andningskontrollerande områden i medulla oblongata, genom glossopharyngeanerven samt vagusnerven (för aortabågens receptorer, resp. de i sinus caroticus). När O2-nivåerna sjunker eller när pH går ner så intensifieras signaleringen genom dessa nerver, vilket ökar andningsfrekvensen